# Welt-Dienst
Welt-Dienst, en français Service Mondial et en anglais World-Service était une agence de presse national-socialiste fondée le 1er décembre 1933 à Erfurt par Ulrich Fleischhauer (en).

## Historique
Welt-Dienst faisait paraître des bulletins de nouvelles en huit langues. Welt-Dienst faisait paraître des annonces dans ses bulletins à l'attention des nombreux mouvements apparentés dans le monde.
De 1936 à 1938 le Welt-Dienst soutint financièrement la conférence internationale de la Pan-Aryan Anti-Jewish Union.
Le Welt-Dienst couvrit entre autres le procès de Berne.

## Chronologie
- 1er décembre 1933 - 15 juin 1939, Welt-Dienst (Erfurt : Bondung-Verlag) éditée et dirigée par son fondateur, Ulrich Fleischhauer.
- July 1, 1939 - September 1, 1943, Welt-Dienst (Frankfurt am Main: Welt-Dienst-Verlag) éditée et dirigée par August Schirmer (en).
- September 15, 1943 - January 1945 [end of publication], Welt-Dienst (Frankfurt am Main: Welt-Dienst-Verlag) éditée et dirigée par Kurt Richter.

## Collaborateurs
- Henry Coston (Correspondant en France)
- Ludwig Heiden, alias El-Hadj, journaliste. Il se réfugiera en Égypte où il traduira Mein Kampf en arabe.